# Disphyma papillatum
Disphyma papillatum är en isörtsväxtart som beskrevs av Chinnock. Disphyma papillatum ingår i släktet Disphyma och familjen isörtsväxter. Inga underarter finns listade i Catalogue of Life.